# Robin Morgan
Robin Morgan   (Lake Worth, 29 de gener de 1941) és una escriptora, professora, activista i teòrica política estatunidenca. És una de les veus més importants del feminisme radical des de la dècada dels 60, portaveu del moviment feminista al seu país i a nivell internacional. El seu llibre de 1970 Sisterhood Is Powerful va contribuir al naixement del feminisme contemporani als Estats Units, i és un dels 100 llibres més importants del segle xx segons la Biblioteca Pública de Nova York. En total ha escrit una vintena de llibres de prosa, poesia i assaig.
Va iniciar-se en l'activisme durant els anys 1960, a favor del Moviment pels Drets Civils i en contra de la Guerra del Vietnam. Va ajudar a fundar associacions feministes radicals com New York Radical Women o Conspiració Terrorista Internacional de les Dones de l'Infern, entre moltes d'altres. També ha participat en la creació del Women's Media Center juntament amb Gloria Steinem o Jane Fonda i va ser editora de la revista Ms.